# 刈草亜美
刈草亜美（かりくさ あみ）は、納棺師、作家、電子書籍作家。また執筆の際にこの名前を作家名として用いているため、本名、本籍、性別、などは公表されていない。

## 来歴
- ミュージシャン、ラジオディレクターという職歴を経て納棺師となったとされている[1]。
- その際ミュージシャンの時にはオムニバスながら全国流通のCD出版も行っている。
- 作家としてデビューする以前は自身で出版社へ投稿し、文芸社・日本文学館二社の自費出版での誘いを受け、それを断っていることを前出版社ブログに、作家対談として掲載され、小説家になろうアカウントでも公表している。その際文芸社には企画出版を含め３度。日本文学舘ではノベル倶楽部、企画出版への誘いも含め３度あり、刈草自身はそのことを「紙出版がゴールのように言われ、違和感を感じた」と語っている。
- 作家としての活動は2012年末頃から活発にWeb小説小説家になろうにて投稿を始め、2013年10月には電子書籍出版社「　」文庫よりサンプル版として「ヌシの話」同年12月に「葬送最前線〜死について」で作家デビュー。
- その後2014年5月に「葬送最前線〜生について～」を公開するも翌月に出版社がサービス終了となる。それに伴いKindleへ販売先を移行。移行以降の配信は、同年8月に立ち上げた弥栄文庫（公式webサイト）が出版元になっている。
- 同年12月には「亜美とわたしのとろとろとろろ」というTL作品をラブリィキス文庫/ディープラブ文庫から出版。
- 2015年には本阿弥香澄として女性向け官能小説を執筆し始めて、文庫本サイズの電子書籍を年間10偏以上刊行。電子書籍作家としては驚異的な速度での執筆速度で刊行し続けた。
- 2016年12月半ばより、自身のブログより霊能があることを発表、霊視業務を始めている。

## 著書
一般文芸
- 『葬送最前線シリーズ』
本編は女性納棺師の半生を描いたものとなっていて、作中では様々な納棺現場の描写がある。作品カテゴリーはセミドキュメンタリーとなっており、なんらかの理由で全てが事実ではないこととなっている。作品冒頭では著者の幼少から大人になるまでが書かれており、著者本人の略歴のようなものとなっている。内容は納棺現場を描いたものだが、作中にはおかしな同僚や、思わず笑ってしまうような上司のエピソード、また信じられないような遺族の対応など堅苦しくないものも多く描かれており、死を描いた作品だがユーモラスな場面もあり、全編を通して怖い印象ではない。作品後半では宗教的な観念に思慮する著者の概念や、日本の死生観への訴えも見え、とても考えさせられる内容となっている。また、「死について」ではエピローグとして著者自身の遺書と思われる内容も記されており、著者が死への嫌悪感をあまり持っていないこともうかがえる。
現在シリーズとして電子書籍で6巻発行されている。
「死について」（2013年12月1日、「　」文庫より出版、後2014年6月27日にKindleの弥栄文庫に移転）
「生について〜（2014年5月1日、「　」文庫より公開後2014年6月27日にKindleの弥栄文庫に移転）
「魂の行方　上～下巻」（2014年6月27日、Kindleの弥栄文庫より出版）
「神へと続く道」（2014年9月1日、Kindleの弥栄文庫より出版）
「黄昏への奏上」（2015年1月15日、Kindleの弥栄文庫より出版）
- 『Rewrite Re:sex』（2015年5月3日、Kindleの弥栄文庫より出版）

TL作品
- 『亜美とわたしのとろとろとろろ』（2014年12月18日、ラブリィキス文庫／ディープラブ文庫より出版）
- 『幸せの仮説～まこものモコモコな鑑賞～』（2015年1月、ディープラブ文庫より出版）
- 『運命を噛みしめながら抱く』（2015年2月、ディープラブ文庫より出版）

## 著書を持つ納棺師
- 青木新門
- 永井結子
- 熊田紺也
- 槇村聡
- 笹原留似子